# Grapsus tenuicrustatus
Grapsus tenuicrustatus är en kräftdjursart som först beskrevs av J. F. W. Herbst 1783.  Grapsus tenuicrustatus ingår i släktet Grapsus och familjen ullhandskrabbor. Inga underarter finns listade i Catalogue of Life.